# Boy, Snow, Bird
Boy, Snow, Bird (titre original : Boy, Snow, Bird) est le cinquième roman de l'autrice britannique Helen Oyeyemi. Il s'inspire du conte de Blanche-Neige et du roman Passing. Il a été publié en 2016 aux éditions Galaade.

## Résumé
Le roman raconte l’histoire de trois personnages nommés dans le titre, et plus particulièrement celle de Boy Novak, une petite fille qui fuit son père abusif. Bien plus tard, elle donne naissance à une petite fille, Bird Novak, qui a la particularité d’avoir une peau noire alors que ses deux parents sont blancs. Le père révèle avoir eu dans sa famille des parents noirs et cela a influencé la génétique et l’ADN de leur enfant. Ce père, Arturo, avait cependant déjà une autre petite fille appelée Snow qui, elle, est blonde et blanche. De ce fait, les réactions des voisins sont totalement différentes entre les deux enfants et la jalousie s’installe rapidement entre elles. Ce roman soulève beaucoup de questions d’éthique et aborde le sujet du racisme entre les membres d’une même famille.